# Maria Oleksy
Maria Oleksy z domu Szaryj (ur. 1 marca 1946 w Jaworniku) – polska politolog, działaczka społeczna związana z Polskim Czerwonym Krzyżem jako wiceprzewodnicząca Zarządu Głównego i p.o. przewodniczącej.

## Życiorys
W 1947 w ramach akcji „Wisła” rodzina Szaryjów została wysiedlona na Pomorze Zachodnie. Od 1967 do 1972 Maria Szaryj była komendantką hufca ZHP w Kołobrzegu.
Ukończyła politologię na Wydziale Dziennikarstwa i Nauk Politycznych Uniwersytetu Warszawskiego. Była etatowym pracownikiem Zrzeszenia Studentów Polskich, a następnie (od 1976) Socjalistycznego Związku Studentów Polskich. W latach 1975–1980 była przewodniczącą komisji ekonomicznej Zarządu Głównego SZSP.
Od 1969 należała do PZPR. Od 1980 pracowała w Wydziale Nauki i Szkolnictwa Wyższego w Komitecie Warszawskim PZPR. Po 1989 rozpoczęła pracę w sektorze bankowo-ubezpieczeniowym.
W lutym 1995 związała się z Polskim Czerwonym Krzyżem. Została przewodniczącą Rady Pań, która została powołana przez Zarząd Główny PCK. Do zadań rady należało pozyskiwanie funduszy, wysyłanie apeli do sponsorów, organizowanie pikników i koncertów charytatywnych. Następnie – dwukrotnie – była wybierana do ZG PCK, została wybrana na jego pierwszą wiceprzewodniczącą. W połowie grudnia 2003 przejęła obowiązki prezesa (po rezygnacji Aleksandra Małachowskiego z przyczyn zdrowotnych), pełniła tę funkcję do 2004. 9 marca 2010 ponownie została wybrana na wiceprzewodniczącą ZG PCK i na członkinię Prezydium Zarządu Głównego PCK.

## Odznaczenia
Odznaczona Krzyżem Kawalerskim (1999) i Oficerskim (2011) Orderu Odrodzenia Polski.

## Życie prywatne
Rodzicami Marii Oleksy byli Anna i Jan Szaryj. Jej mężem był polityk Józef Oleksy, który w okresie od marca 1995 do stycznia 1996 był premierem. Ma dwójkę dzieci: syna Michała (ur. 1983) i córkę Julię (ur. 1985).